# Джамбатиста Вико
Джамбатиста Вико (на италиански: Giovanni Battista (Giambattista) Vico или Vigo) е италиански мислител, историк и философ. Известен е най-вече като автор на „Новата наука“ (Principi di Scienza Nuova d'intorno alla Comune Natura delle Nazioni), книга съдържаща неговата историко-философска концепция.
Настроен неодобрително към собствената си съвременност, Вико остава непризнат, но ретроспективно в неговото творчество се откриват актуални идеи от теория на повествованието, историцизма и др., а множество съвременни мислители се позовават на него (напр. Бенедето Кроче, Самюел Бекет, Хейдън Уайт).

## Биография
Роден е на 23 юни 1668 година в Неапол, Неаполитанско кралство, в многодетното семейство на книжар. На 7-годишна възраст претърпява злополука и остава неподвижен за цели пет часа. Лекарите смятали, че момчето или ще умре, или ще остане умствено увредено. Обаче отсъденото в нито една от двете възможности не се сбъдва. Джамбатиста пораства като меланхоличен и раздразнителен.
За да избегне подигравките на съучениците си, слабоватият, срамежлив и затворен младеж почти не посещава учебни заведения. Официалното му обучение е в Университета в Неапол, който завършва през 1694 г. като доктор по гражданско и каноническо право. След това става преподавател по реторика в Неаполитанския университет, където работи почти до смъртта си. През 1723 г. кандидатства безуспешно за мястото на преподавател по гражданско право. По-късно Вико се отдава на научни изследвания в областта на историята, философията и филологията.
При формирането на възгледите си Вико е повлиян от любимите си четирима автори: Платон, Тацит, Френсис Бейкън и Хуго Гроций. Той отхвърля картезианската философия, възразява срещу големите политически учения от Ренесанса и Новото време на Макиавели, Спиноза, Хобс, Лок и Пиер Блей.
Умира на 23 януари 1747 година в Неапол на 78-годишна възраст.